# Pfarrkirche Ulrichsberg

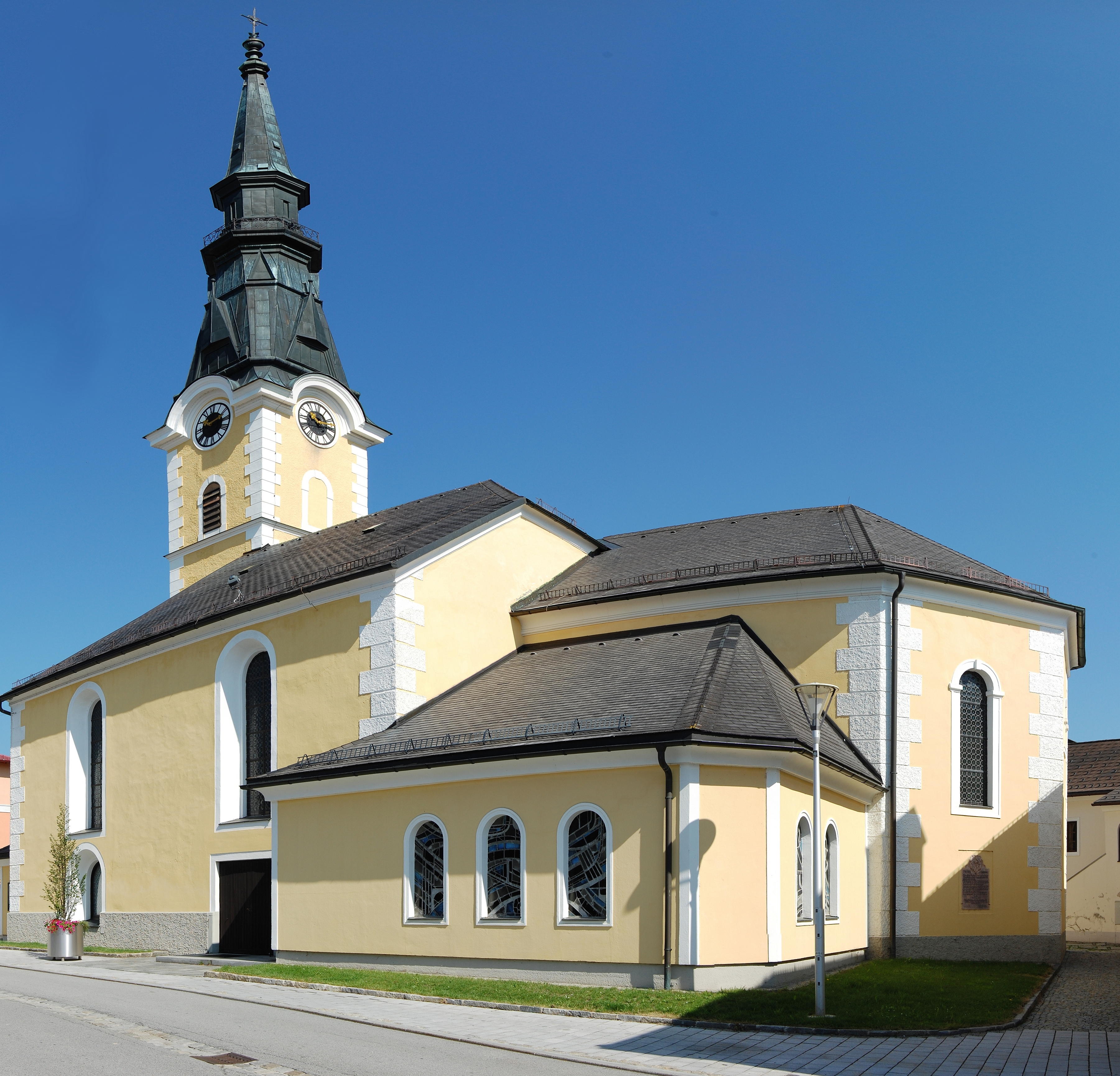
Katholische Pfarrkirche hl. Ulrich in Ulrichsberg

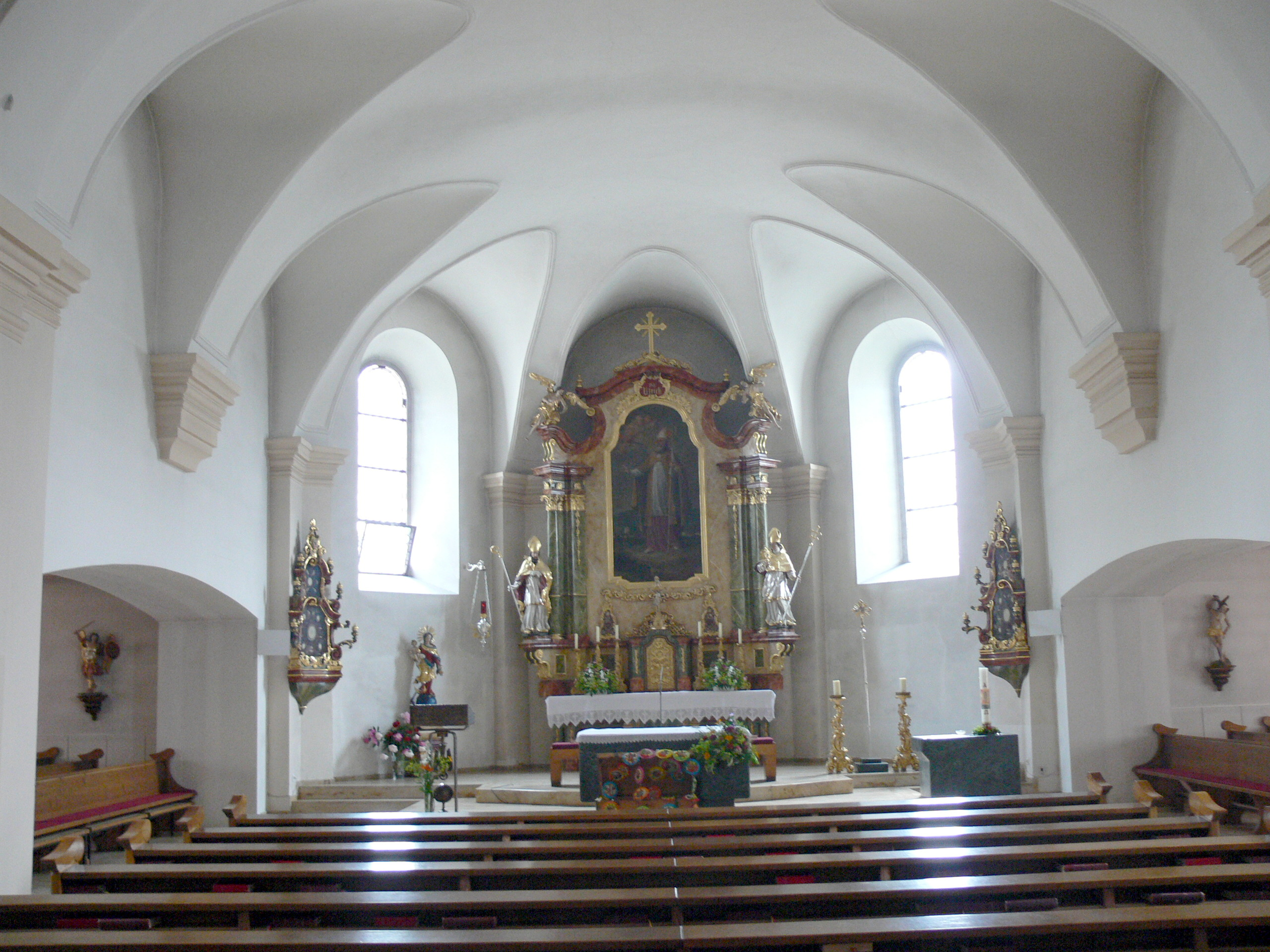
Blick zum Chor

Die römisch-katholische Pfarrkirche Ulrichsberg steht im Westen der Gemeinde Ulrichsberg im oberen Mühlviertel in Oberösterreich. Die dem Patrozinium hl. Ulrich unterstellte Pfarrkirche – dem Stift Schlägl inkorporiert – gehört zum Dekanat Rohrbach in der Diözese Linz. Die Kirche steht unter Denkmalschutz (Denkmalschutz).

## Geschichte

### Geschichte der Pfarre
In einer Urkunde aus dem Jahr 1396 wird das Dorf Freundorf, gelegen in der Ulrichsberger Pfarre, genannt. Der erste namentlich bekannte Pfarrer von Ulrichsberg ist Bernhard (1401 bis 1414), danach Probst von Stift Schlägl.
Das Pfarrgebiet erstreckte sich vom Ramenaibach und dem Unterlauf des Hintenberger Baches im Südosten bis zum Schwarzenberger Gegenbach, der heutigen Staatsgrenze, im Nordwesten. Südlich der Großen Mühl gehörten noch die Ortsgebiete von Seitelschlag und Berdetschlag dazu. 1774 kamen Erlet und 1853 Stollnberg zur Pfarre Ulrichsberg. Andererseits wurden von der Großpfarre Ulrichsberg 1784 die Pfarre Schwarzenberg und 1958 die Pfarre Klaffer abgetrennt.

### Baugeschichte
Die Pfarrkirche Ulrichsberg wurde vermutlich in der zweiten Hälfte des 14. Jahrhunderts als gotischer Bau errichtet. Nach Zerstörungen durch die Hussiten 1424 wurde die Kirche um 1500 wiedererrichtet. Beim Großbrand am 14. August 1719 brannte der ganze Ort mitsamt der Kirche nieder. Danach erfolgte vermutlich eine Barockisierung. Beim völligen Umbau der Kirche, der im Oktober 1825 beendet war, wurden der gotische Turm und die Außenmauern des Vorgängerbaus erhalten und eine barockisierende, dreischiffige, zweijochige Staffelhalle errichtet. 1867 brannte die Kirche mit dem westlichen Teil des Ortes ab. Den Turm, der bis dahin eine Zwiebel getragen hatte, wurde gegen Wetterschäden provisorisch mit einer stumpfen Pyramide zugedeckt. Der markante Turmhelm stammt aus dem Jahre 1892.

## Einrichtung
Einige barocke Figuren stammen von Bildhauer Johann Worath. Im Zuge der Umgestaltung im Sinne des Zweiten Vatikanischen Konzils wurde 1979 der Volksaltar von Peter Dimmel geschaffen, die Glasfenster von Rudolf Kolbitsch. 2012 erfolgte die Renovierung und Neuanordnung der Bankreihen.
Die Orgel aus 1967 mit 16 Registern wurde von Gregor Hradetzky unter Verwendung von Registern der früheren Stifts-Chororgel von St. Florian bei Linz  gebaut.

## Glocken
Beim Großbrand am 14. August 1719 schmolzen die Glocken. 1721 erhielt die Kirche ein neues Geläut mit vier Glocken, die in der Glockengießerei des Silvius Creuz in Linz gegossen worden waren, im November 1917 für die Metallsammlung des Ersten Weltkriegs aber abgeliefert werden mussten. Die Ersatzglocken wurden während des Zweiten Weltkriegs im Dezember 1941 abermals beschlagnahmt. Nur die Josefsglocke, die 1922 in der Glockengießerei St. Florian gegossen worden war, wurde später in einem Glockensammelzentrum in Ostpreußen gefunden und im Herbst 1949 von der russischen Besatzungsmacht zurückgegeben. 1954 erhielt die Pfarrkirche drei weitere Glocken, die in St. Florian gegossen wurden: die Ulrichsglocke, die Marienglocke und die Dreifaltigkeitsglocke.